# Aksel Sandemose

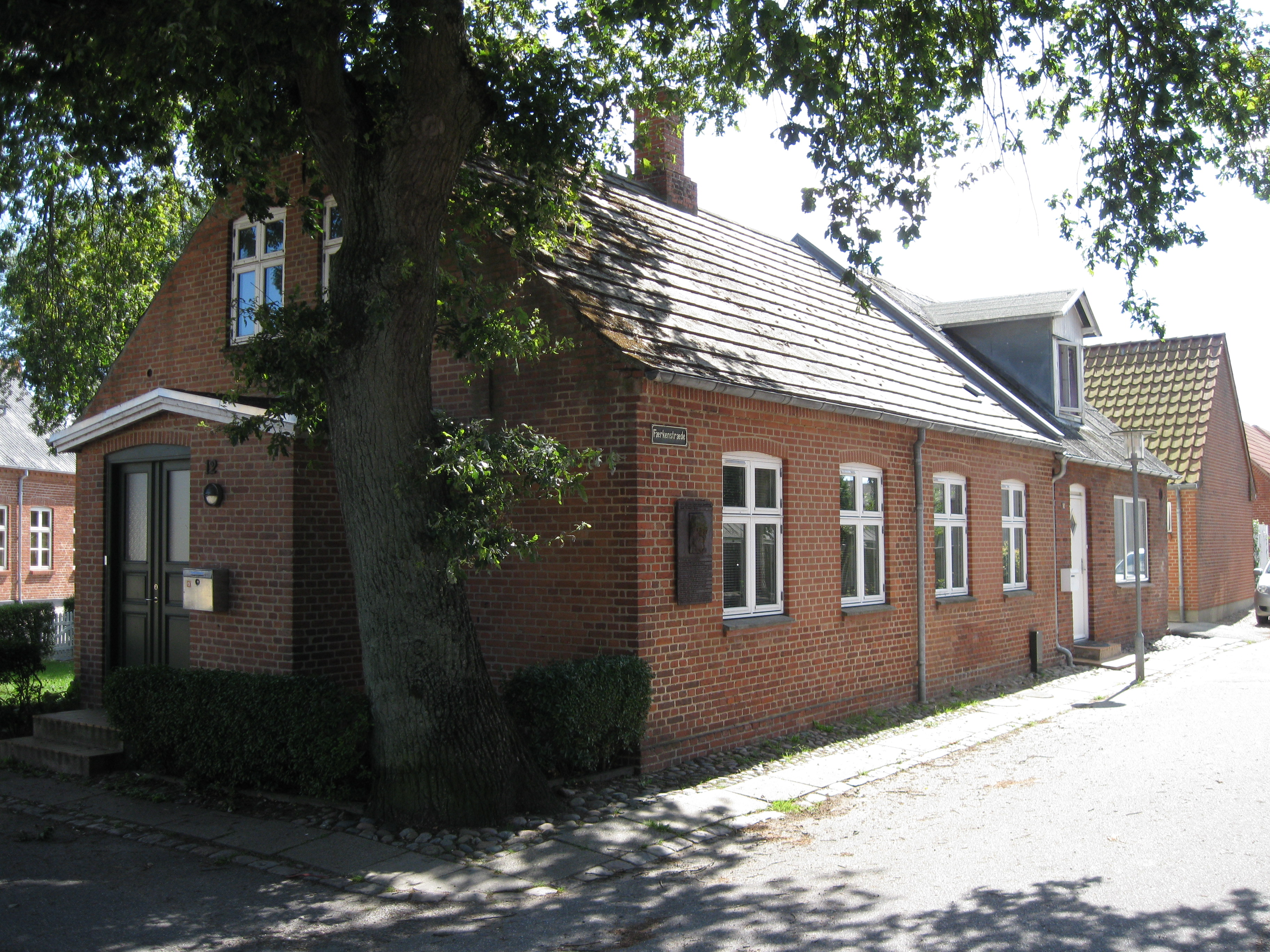
Sandemoses hus i Nykøbing Mors.

Aksel Sandemose, född som Axel Nielsen den 19 mars 1899 i Nykøbing Mors, Danmark, död 6 augusti 1965 i Köpenhamn, var en dansk-norsk författare. I boken En flykting korsar sitt spår (En flyktning krysser sitt spor, 1933) introducerade han begreppet Jantelagen. Varje år 1960-1965 var han en av de nominerade till Nobelpriset i litteratur.

## Biografi

### Bakgrund
Han växte upp i Nykøbing Mors i Nordjylland. Hans pappa var dansk, med efternamnet Nielsen. Sandemose arbetade som sjöman i unga år, vilket även har präglat många av hans verk. Hans uppväxt i den lilla staden Nykøbing på ön Mors i Limfjorden gav också inspiration till en stor del av hans författarskap.
Hans mamma var norska, med efternamnet Sandemose, och hon kom från Skedsmo utanför Oslo. Aksel fick från början sin pappas efternamn och namnet Axel. Han bytte 1921 själv till sin mors efternamn och den mer norska versionen, Aksel.

### Författarskap, resor och senare år
Efter att ha skrivit sina första böcker på danska flyttade Sandemose 1929 till moderns hemland Norge, där han bodde i Nesodden utanför Oslo fram till andra världskriget. Fr o m 1930 skrev han på norska och i romanen En sjöman går i land 1931 introduceras författarens alter ego Espen Arnakke från den danska staden Jante. Namnet Espen Arnakke hämtades från Adam Oehlenschlägers poem De tvende Kirketårne, som handlade om tvillingbröderna Aksel och Esbern, där sistnämnda namn justerades till Espen. Namnet Espersdatter hade dessutom burits av hans mormor eller farmor som ogift.
Espen Arnakke återkommer i romanen En flykting korsar sitt spår 1933, som skrevs under den norska tiden, och där introducerar Sandemose sin idé om Jantelagen. Espen Arnakke skulle sedan återkomma i ytterligare romaner.
Samröre med motståndsrörelsen under andra världskriget medförde att Sandemose 1941 flydde till Sverige. Efter kriget flyttade han tillbaka till Norge och bosatte sig i Risør.
I böckerna Varulven från 1958 och Felicias bröllop från 1961 berättas om hur sjuttonåriga Felicia överges av Erling Vik och gifter sig med bonden Jan. Poeten Erling blir sedan hennes älskare men hon kan inte glömma sin stora kärlek Gulnare. Varulven handlar om en inledningsvis kravlös kärlekstriangel mellan Jan, Erling och Felicia, där Felicia en dag är försvunnen och enbart blodspår finns kvar. Den inspirerade senare Cornelis Vreeswijk till sången "Felicia adjö", som fått sitt namn efter bokens kvinnliga huvudperson.
Efter att både Sandemoses son och hustru avlidit flyttade han till Köpenhamn, där han bodde fram till sin död.

## Eftermäle och familj

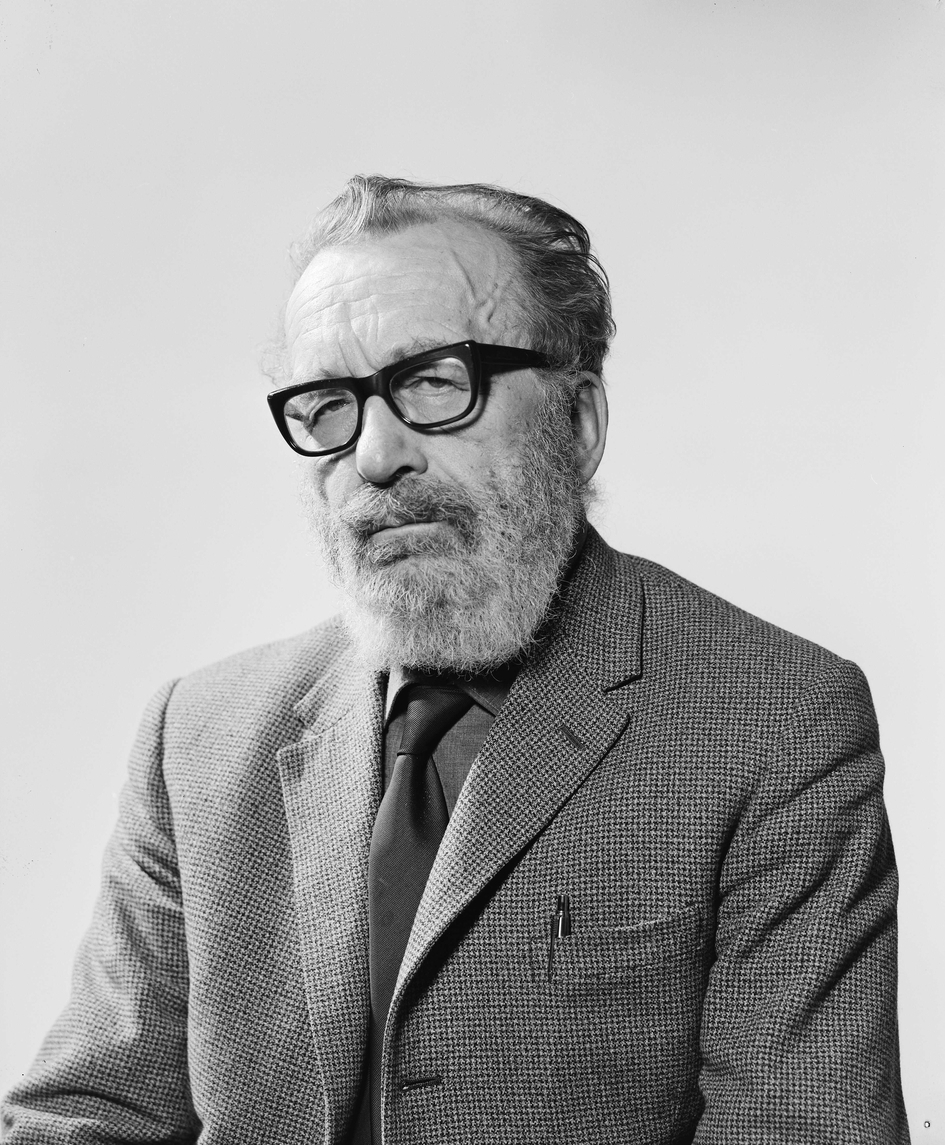
Aksel Sandemose, 1963.

1963 var Sandemose en av kandidaterna till Nobelpriset i litteratur, efter att ha nominerats av Eyvind Johnson. I dag är han kanske mest känd för sin Jantelag, de oskrivna regler om småstadsmiljön där ingen får göra sig till förmer än någon annan.
Aksel Sandemoses sondotter, Iben Sandemose, är i Norge en känd bildkonstnär. Hans son Jørgen Sandemose beskrev 2004 i biografin Flyktningen sin far som ett våldsbenäget fyllo. Andra biografier är Mannen från Jante av Espen Haavardsholm och Sandemose av Carl-Eric Nordberg. 
Trots att Sandemose både föddes och dog i Danmark räknas han som en norsk författare. Han skrev på norskt riksmål, som skiljer sig något från bokmål.

### Romaner
- 1924 – Ungdomssynd
- 1924 – Mænd fra Atlanteren
- 1927 – Klabautermanden (Klabautermannen, Forum, 1969)
- 1928 – Ross Dane (Nybyggare i Alberta, Folket i Bilds förlag, 1948)
- 1931 – En sjømann går i land (En sjöman går i land, Tiden, 1935) (Espen Arnakke)
- 1933 – En flyktning krysser sitt spor (En flykting korsar sitt spår, översättning Sven Haglund, Tiden, 1934) (Espen Arnakke)
- 1936 – Vi pynter oss med horn (Vi pryder oss med horn, översättning Gurli Hertzman-Ericson, Tiden, 1937)
- 1937 – Det stod en benk i haven (Espen Arnakke)
- 1938 – Brudulje (Espen Arnakke)
- 1944 – Det svundne er en drøm (Det gångna är en dröm, Bonniers, 1944)
- 1945 – Tjærehandleren (Tjärhandlaren, Bonniers, 1946)
- 1949 – Alice Atkinson og hennes elskere (Alice Atkinson och hennes älskare, Forum, 1970)
- 1950 – Eventyret fra kong Rhascall den syttendes tid om en palmegrønn øy (En palmgrön ö, översättning Birgit Edlund, Forum, 1984)
- 1958 – Varulven (Varulven, Bonniers, 1959) (Felicia)
- 1960 – Murene rundt Jeriko (Murarna kring Jeriko, Bonniers, 1961)
- 1961 – Felicias bryllup  (Felicias bröllop, Bonniers, 1962) (Felicia)
- 1963 – Mytteriet på barken Zuidersee
- 1967 – Reisen til Kjørkelvik (Resan till Kjörkelvik, Forum, 1971)

### Berättelser och noveller
- 1923 – Fortællinger fra Labrador
- 1924 – Storme ved Jævndøgn
- 1937 – Sandemose forteller
- 1939 – September
- 1940 – Fortellinger fra andre tider
- 1946 – Agnes min deilige sommerfugl
- 1965 – Dans, dans Roselill

### Essäer, brev och artiklar
Originalutgåvor
- 1934–1936 – Fesjå
- 1951–1955 – Årstidene
- 1954/1969 – Rejsen til Kjørkelvik
- 1960 – Murene rundt Jeriko
- 1972 – Som et nesehorn med hjernebetennelse
- 1973 – Epistler og moralske tanker
- 1976 – Bakom står hin onde og hoster så smått

Översättningar till svenska
- Moraliska tankar. Epistlar 1945–65 (urval och efterord av Lars Andersson, Norstedt, 1981)
- Moraliska tankar. Artiklar 1931–62 (urval och efterord av Lars Andersson, Norstedt, 1981)

### Politik
- 1965–1966 – Verker i utvalg, I – VIII
- 1934 – Dødens agenter : Rustningsindustrien internasjonale

## Utmärkelser
- Emma Bærentzens Legat 1930